# The Factory
Para el sello discográfico independiente creado por Tony Wilson véase Factory Records

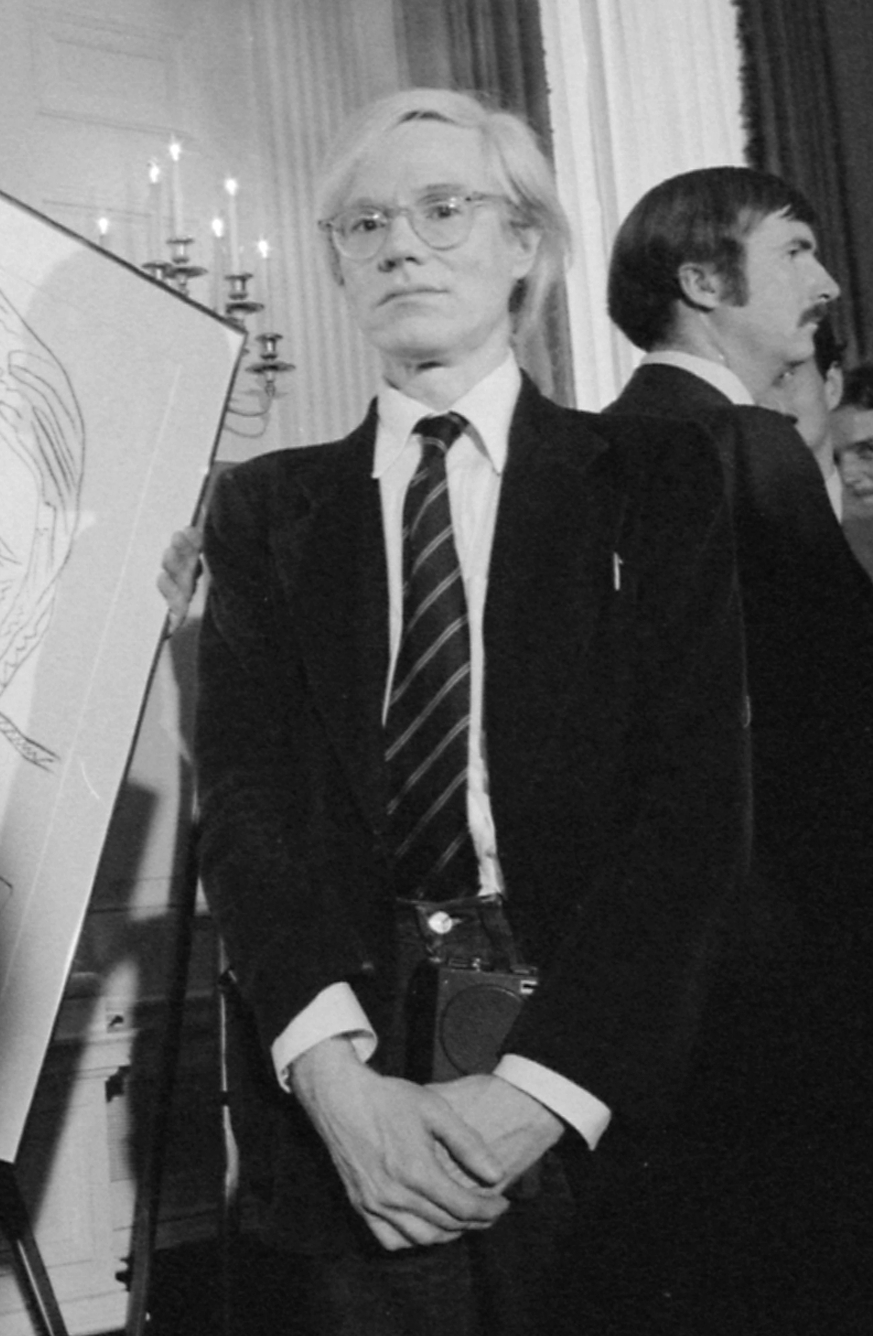
Andy Warhol en 1977.

The Factory (en español: La Fábrica) fue un estudio de arte fundado por Andy Warhol, y situado en la quinta planta del número 231 de la calle 47 Este, en Midtown Manhattan, Nueva York (Estados Unidos). El estudio funcionó entre 1963 y 1968, fecha en la que Andy trasladó 'The Factory' a la sexta planta del número 33 de Union Square Oeste, cerca del famoso club y restaurante Max's Kansas City.

## El estudio
En palabras de John Cale en 2002: No se llamaba The Factory gratuitamente, allí era donde se producían en cadena las serigrafías de Warhol. Mientras alguien estaba haciendo una serigrafía, otra persona estaba rodando una película. Cada día ocurría algo nuevo.
Cuando Warhol se hizo famoso trabajaba noche y día en sus cuadros, que consistían en serigrafías y litografías fabricadas en serie de la misma manera que las grandes empresas capitalistas fabricaban productos de consumo. Para poder seguir este ritmo de trabajo reunió a su alrededor a una camarilla de estrellas porno, drogadictos, drag-queens, músicos y librepensadores que le ayudarían a elaborar sus cuadros, actuarían en sus películas y crearían el ambiente que convirtió a la Factory en una leyenda.
La Factory fue famosa por sus escandalosas fiestas y por ser frecuentada por modernos con pretensiones artísticas, bohemios excéntricos y consumidores de anfetaminas. Entre ellos, Warhol elegía a las llamadas Warhol Superstars, a las que promocionaba durante cierto tiempo hasta que nombraba a la siguiente Superstar, llevando así a la práctica su famosa frase que aseguraba que todo el mundo tendría sus quince minutos de fama.

## Silver Factory
El estudio original todavía es conocido entre sus antiguos asiduos como Silver Factory, ya que las paredes estaban recubiertas de papel de estaño, espejos rotos, y pintura plateada, una decoración que Warhol a menudo completaba con globos del mismo color. El color plateado representaba tanto la decadencia de ese mundo así como el proto-glam de los años 1960.
El decorador del estudio fue Billy Name, un amigo de Warhol que también trabajó como fotógrafo para la Factory. Tras visitar el apartamento de Name, decorado de la misma manera, Warhol se enamoró de la idea y le pidió que hiciera lo mismo para su recién alquilado estudio. Billy Name dio su estilo a la Factory, combinando la estructura industrial del estudio sin amueblar, con el color plata brillante. Los años de la Factory fueron conocidos como la Edad de plata, no solamente por el diseño del local, sino también por el decadente y despreocupado estilo de vida de los personajes habituales del estudio, basado en el dinero, las fiestas, las drogas y la fama.
Además de para crear sus pinturas, Warhol también utilizaba la Factory como base de operaciones para hacer sus películas, esculturas y en general todo lo que llevara su nombre. También la usó para vender sus obras, la primera de las cuales consistía en una litografía vendida por 25000 dólares con unos lienzos adicionales cuyo precio era de 5000 dólares cada uno, cantidad que más tarde subiría a 25000. Warhol gastó buena parte de estos sustanciosos ingresos en sufragar el estilo de vida de sus amigos de la Factory, donde prácticamente se nadaba entre el dinero.

## La música de la Factory
La Factory se convirtió en lugar de encuentro de músicos como Lou Reed, Bob Dylan, Nico (quien escribió Factory Girl sobre la Factory), Brian Jones o Mick Jagger. The Velvet Underground, el grupo de Reed, tocaba asiduamente en las fiestas del estudio y Warhol diseñó la famosa portada de su álbum de debut The Velvet Underground and Nico , disco en cuyos créditos también aparece como productor. La portada del álbum consistía en la calcomanía de un plátano que al desprenderse descubría bajo ella un plátano pelado.
Warhol incorporó a The Velvet Underground en el proyecto Exploding Plastic Inevitable, un espectáculo que combinaba arte, rock, películas rodadas por Warhol y bailarines de diversos tipos, incluyendo también una parte en que se recreaba la imaginería sadomasoquista.
La canción Walk on the Wild Side, la más conocida de la carrera en solitario de Lou Reed, 
está basada en las Warhol Superstars de la Factory, y en ella se hace mención a Joe Dallesandro, Candy Darling, Holly Woodlawn, Jackie Curtis y Joe Campbell.
David Bowie escribió una canción, Andy Warhol, sobre Andy Warhol y la Factory.

## Sexo en la Factory
La cultura de masas estadounidense era el objeto habitual de las obras de Andy Warhol, pero al mismo tiempo le gustaba transgredir sus estrictas normas sociales. La desnudez, el sexo explícito, las drogas, las relaciones homosexuales y los personajes transgénero aparecían en la mayoría de las películas rodadas en la Silver Factory. Estos temas eran inaceptables para la sociedad de la época, por lo que los cines donde se proyectaban estas películas en ocasiones eran asaltados por la policía y sus espectadores detenidos por obscenidad.
Para hacer sus películas, Warhol creó en la Factory un ambiente muy permisivo, y en ella se celebraron desde bodas entre drag-queens hasta espectáculos porno. El amor libre era frecuente en el estudio en una época, los años 60, en que las costumbres sexuales estaban cambiando y se estaban haciendo más abiertas. Esta atmósfera de libertad sexual era fomentada por el propio Warhol, y la utilizó para rodar las relaciones sexuales de sus amigos e incluirlas en sus películas, como en el caso de los films Couch y Blow Job.
Entre los asiduos a la Factory también había famosos drag-queens como Holly Woodlawn y Jackie Curtis y transexuales como Candy Darling, quienes actuaban frecuentemente en sus películas y espectáculos de Warhol. Debido al ambiente transgresor y sexualmente liberado, las orgías bajo el influjo de las drogas eran algo frecuente en la Factory. Antes de inaugurarla, Andy conoció al actor Ondine en una orgía: 

Yo estaba participando en una orgía y Warhol, su gran presencia, estaba al fondo de la habitación. La orgía estaba organizada por un amigo mío, al que pregunté: ¿No puedes echar a esa cosa (Warhol) fuera de aquí? Y a esa cosa la echaron de la habitación. Cuando le vi más tarde, me dijo: "Nadie me había echado nunca de una fiesta, ¿no sabes quién soy?" Y yo le dije: "Me importa un carajo quien seas, simplemente no estabas allí, no estabas involucrado".

## Habituales de la Factory
Por la Factory pasaron muchas celebridades de las artes como Truman Capote, Allen Ginsberg, Salvador Dalí, Bob Dylan, Mick Jagger, Fernando Arrabal, Brian Jones o John Giorno. Otras personas habituales en el estudio, muchas de las cuales fueron elegidas Warhol Superstars, fueron Edie Sedgwick, Gerard Malanga, Ondine, Ivy Nicholson, Ingrid Superstar, Jeremiah Newton, Jackie Curtis, Frank Holliday, Rolando Peña, Holly Woodlawn, Viva, Billy Name, Freddie Herko, Mario Montez, Naomi Levine, Taylor Mead, Mary Woronov, Ronnie Cutrone, Jane Forth, Lenny Dahl, Baby Jane Holtzer, Ultra Violet, Brigid Polk, Paul America, Penny Arcade, Bobby Driscoll, entre otros muchos visitantes.

### Personajes más representativos de la Factory
- The Velvet Underground: Sus primeros conciertos los dieron en la Factory y tuvieron una relación muy estrecha con Warhol y su círculo. Están considerados como uno de los grupos más importantes de la historia del rock y tanto su música como su actitud han influido a innumerables artistas y géneros musicales.
- Nico: Fue una cantautora, modelo y actriz alemana que colaboró con The Velvet Underground para más tarde iniciar su carrera en solitario con el disco Chelsea Girl, cuyo título estaba basado en Chelsea Girls, una película de Warhol y Paul Morrissey que ella misma protagonizó. Fue famosa también por sus romances con Jim Morrison, Brian Jones y Alain Delon, con quien tuvo un hijo. Fue una artista de culto hasta su muerte en Ibiza en 1988.
- Edie Sedgwick: Actriz y modelo proveniente de una influyente familia de la burguesía estadounidense que se convirtió en musa de las películas de Warhol hacia 1965. Célebre también por haber mantenido una relación con Bob Dylan y por ser la inspiradora de canciones como I Want You, su adicción a las drogas le llevó a la muerte por sobredosis en 1971.
- Paul Morrissey: Director de cine cuyas películas fueron producidas por Warhol y algunas de ellas rodadas en la Factory. Sus films de esta época eran una crítica al cine comercial y reflejaban la sexualidad  del movimiento hippie, especialmente la trilogía llamada Flesh. Su estilo vanguardista influyó posteriormente en el movimiento Dogma 95.
- Joe Dallesandro: Fue el actor fetiche de Paul Morrissey y un icono erótico gay. Protagonizó la mayor parte de las películas de Morrissey incluyendo la trilogía Flesh formada por los films Flesh, Trash y Heat, en los cuales Dalessandro pasaba buena parte del metraje desnudo. Su entrepierna es el objeto principal de la portada del disco Sticky Fingers de los Rolling Stones y su imagen también fue utilizada por The Smiths en las portadas de su primer álbum y de su sencillo Hand in Glove.
- Anita Pallenberg: Era una de las más célebres modelos del swinging London además de uno de los personajes habituales de la Factory. Participó en la película Barbarella (Roger Vadim, 1968), y fue conocida también por sus relaciones sentimentales con Brian Jones y Keith Richards, así como por su íntima amistad con Marianne Faithfull.
- Candy Darling: Fue una actriz transexual que protagonizó varias de las películas de Morrissey. Murió a consecuencia de la leucemia en 1974 y su foto en el lecho de muerte fue utilizada por Antony and the Johnsons para la portada de su disco I Am a Bird Now.
- Rolando Peña: Es un actor y artista plástico venezolano, asiduo al círculo de Andy Warhol. Actuó en algunas de sus películas como "The loves of ondine".
- Valerie Solanas: Su presencia no era habitual en la Factory, pero fue la causante del fin de la Era de plata cuando intentó asesinar a Warhol en 1968, provocándole secuelas físicas y psicológicas que arrastraría durante toda su vida. En su libro S.C.U.M. Manifesto plasmó su visión extrema y equivocada del feminismo, propugnando en él una revolución misándrica y violenta para crear una sociedad exclusivamente formada por mujeres. Tras su paso por la cárcel y por varios hospitales psiquiátricos murió en 1988. Su vida se relata en la película Yo disparé a Andy Warhol (Mary Harron, 1996), protagonizada por la actriz Lily Taylor.

## Películas rodadas en la Factory
1963
- Kiss
- Rollerskate
- Haircut no. 1
- Haircut no. 2
- Haircut no. 3

1964
- Handjob
- Blow Job
- Screen Tests (1964-1966)
- Jill Johnson Dancing
- Eat
- Couch
- Henry Geldzahler
- Shoulder
- Taylor Mead's Ass
- Mario Banana
- Harlot
- 13 Most Beautiful Women
- 13 Most beautiful Boys
- 50 Fantastics and 50 Personalities

1965
- John and Ivy
- Screen Test #1
- Screen Test #2
- Drink
- Suicide (Screen Test #3)
- Horse
- Vinyl
- Bitch
- Poor Little Rich Girl
- Face
- Afternoon
- Beauty No. 1
- Beauty No. 2
- Space
- Factory Diaries
- Outer and Inner Space
- Prison
- The Fugs and the Holy Modal Rounders
- My Hustler
- Camp
- More Milk, Yvette
- Lupe

1966
- Ari and Mario
- Eating Too Fast
- The Velvet Underground and Nico: A Symphony of Sound
- Hedy
- The Beard
- Salvador Dalí
- Superboy
- Chelsea Girls
- The Bob Dylan Story
- The Kennedy Assassination
- Mrs. Warhol
- Kiss the Booy
- The Andy Warhol Story
- A Christmas Carol
- Four Stars ****

1967
- Imitation of Christ
- I, a Man
- The Loves of Ondine
- Bike Boy
- Tub Girls
- Nude Restaurant
- Sunset

1968
- Lonesome Cowboys
- Flesh
- Blue Movie
- Trash (1968-1969)
- Women in Revolt (1968-1971)